# Stanisław Trojan

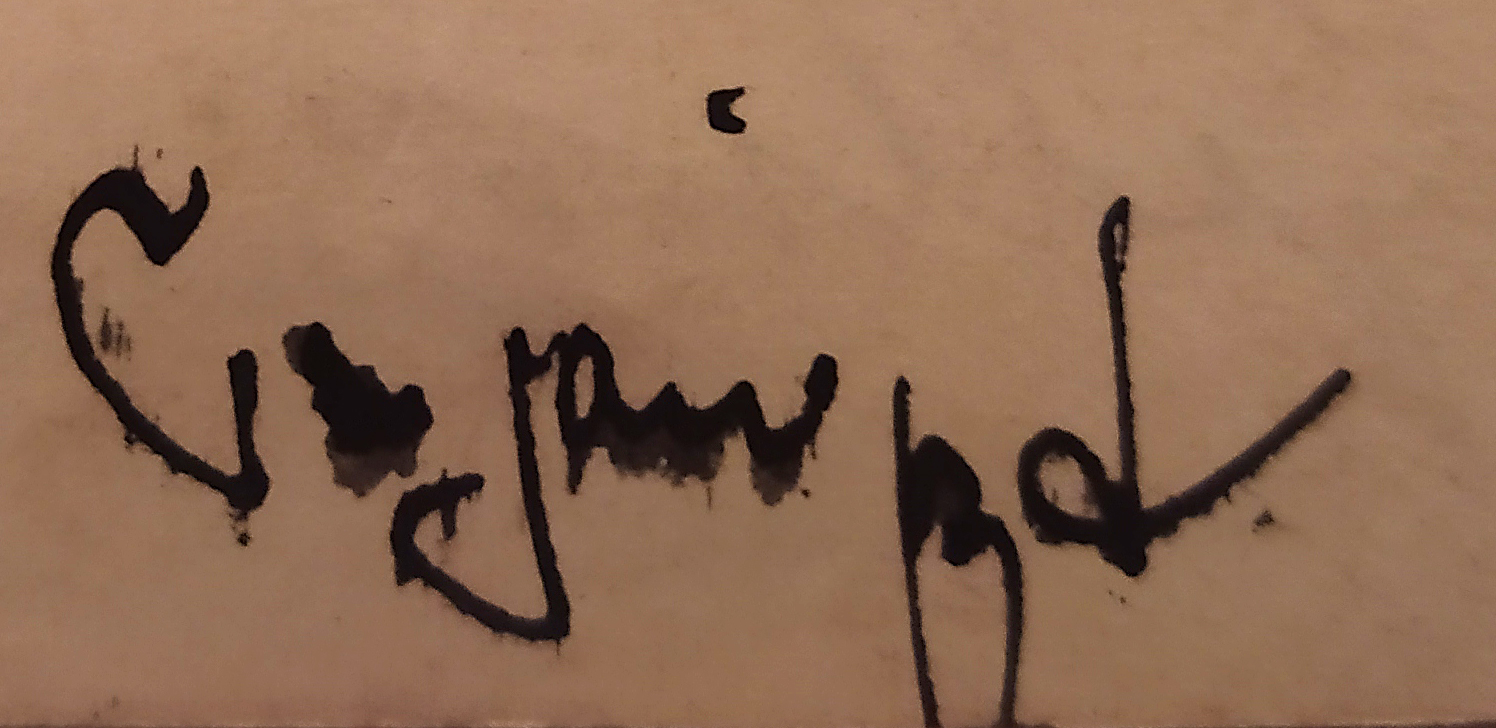
Podpis kpt. Stanisława Trojana.

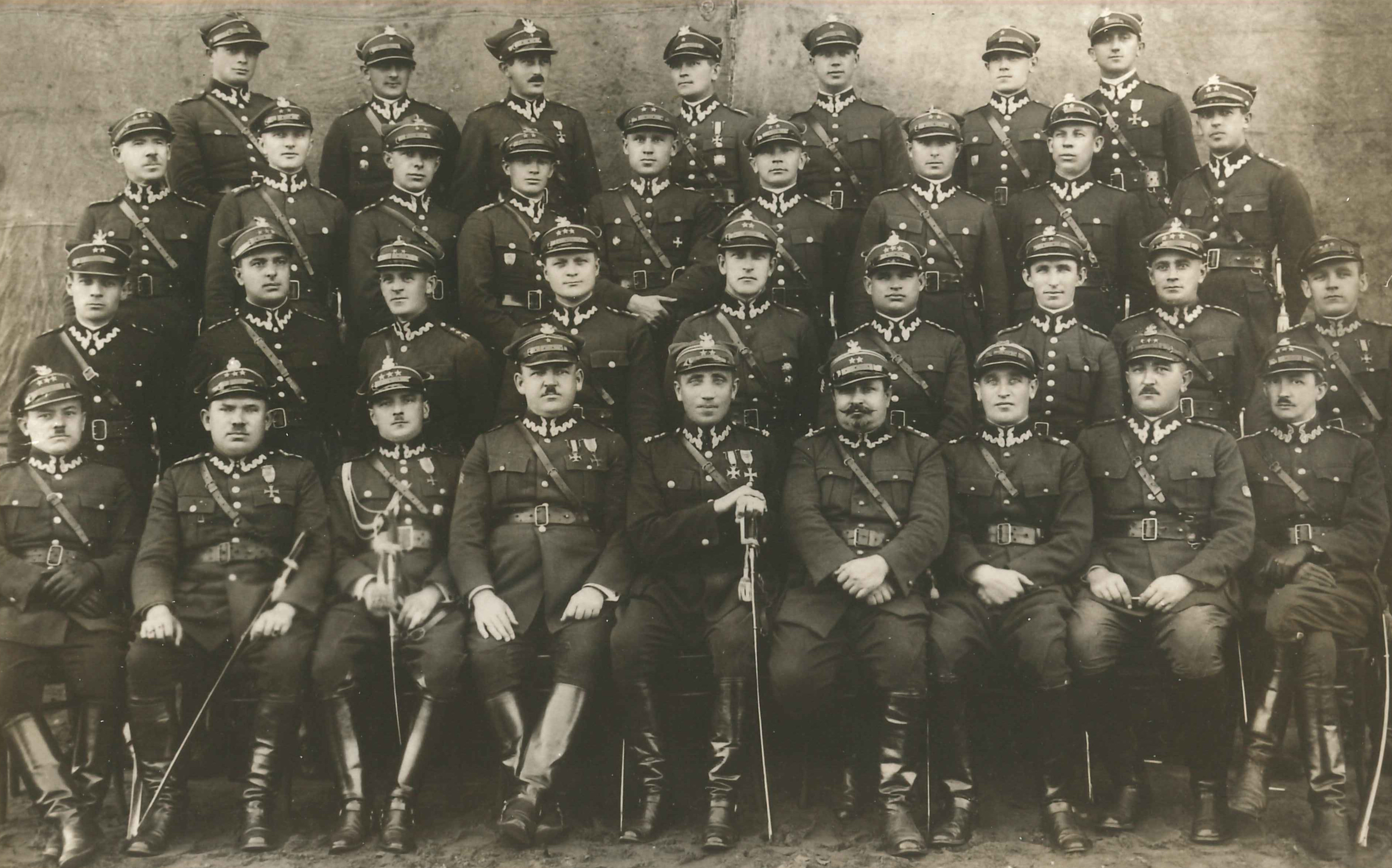
Kadra oficerska 14 pułku piechoty w II połowie 1928 roku. Od prawej siedzą: kpt. Stanisław Pietrzyk, kpt. Emil Zawisza, mjr Julian Czubryt, ppłk lek. Ewaryst Wąsowski, ppłk Ignacy Misiąg, mjr Mikołaj Świderski, kpt. Stanisław Trojan, kpt. Ludwik Wlazełko i kpt. Józef Tkaczyk.

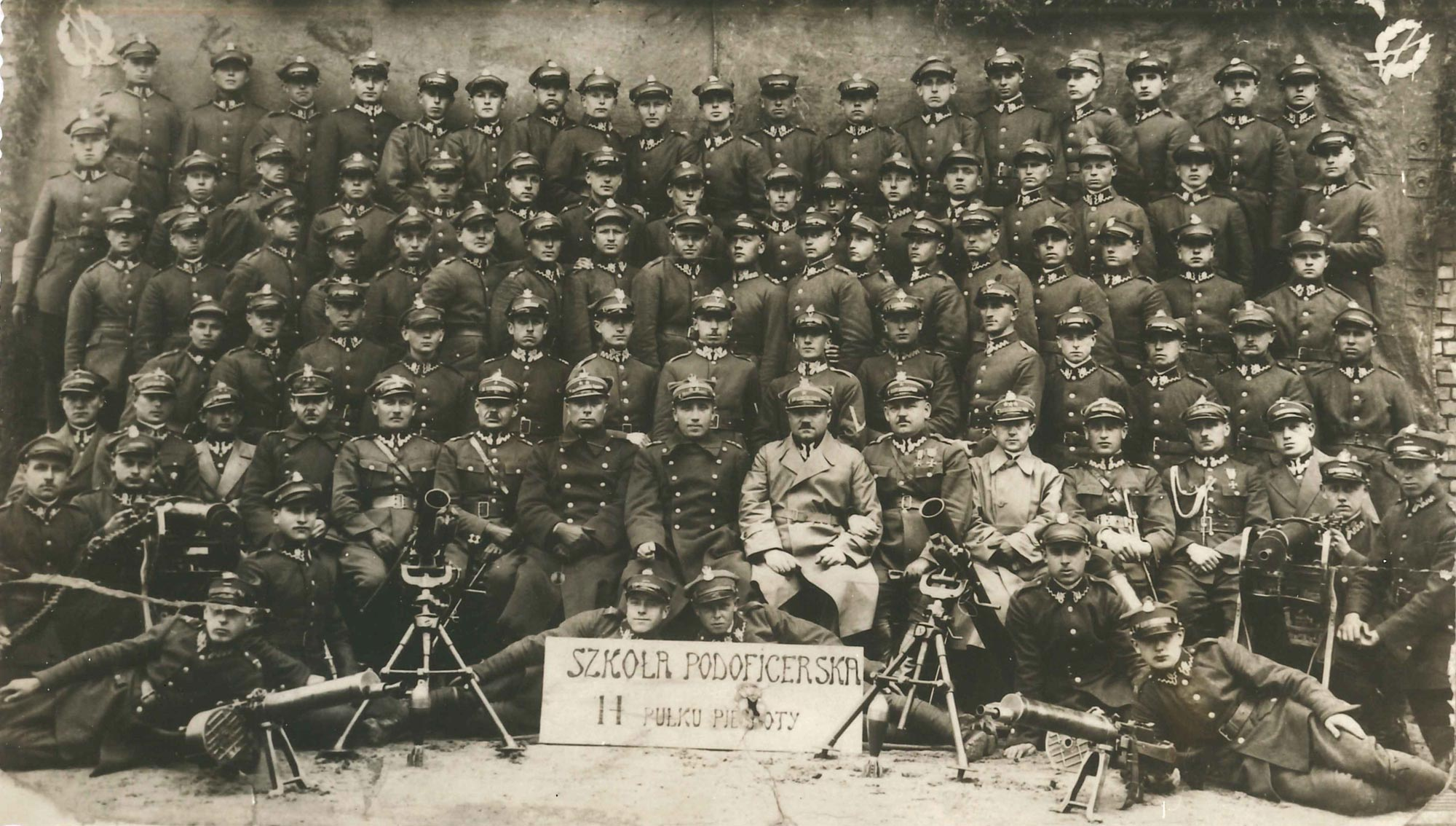
Szkoła podoficerska 14 pp w 1928 roku. W środku siedzi ppłk Ignacy Misiąg, na lewo od niego ppłk Franciszek Sudoł. Od prawej siedzą: ppor. Jan Herman, kpt. Stanisław Trojan, mjr Julian Czubryt, ks. kpt. Stanisław Murasik, mjr Mikołaj Świderski, mjr NN.

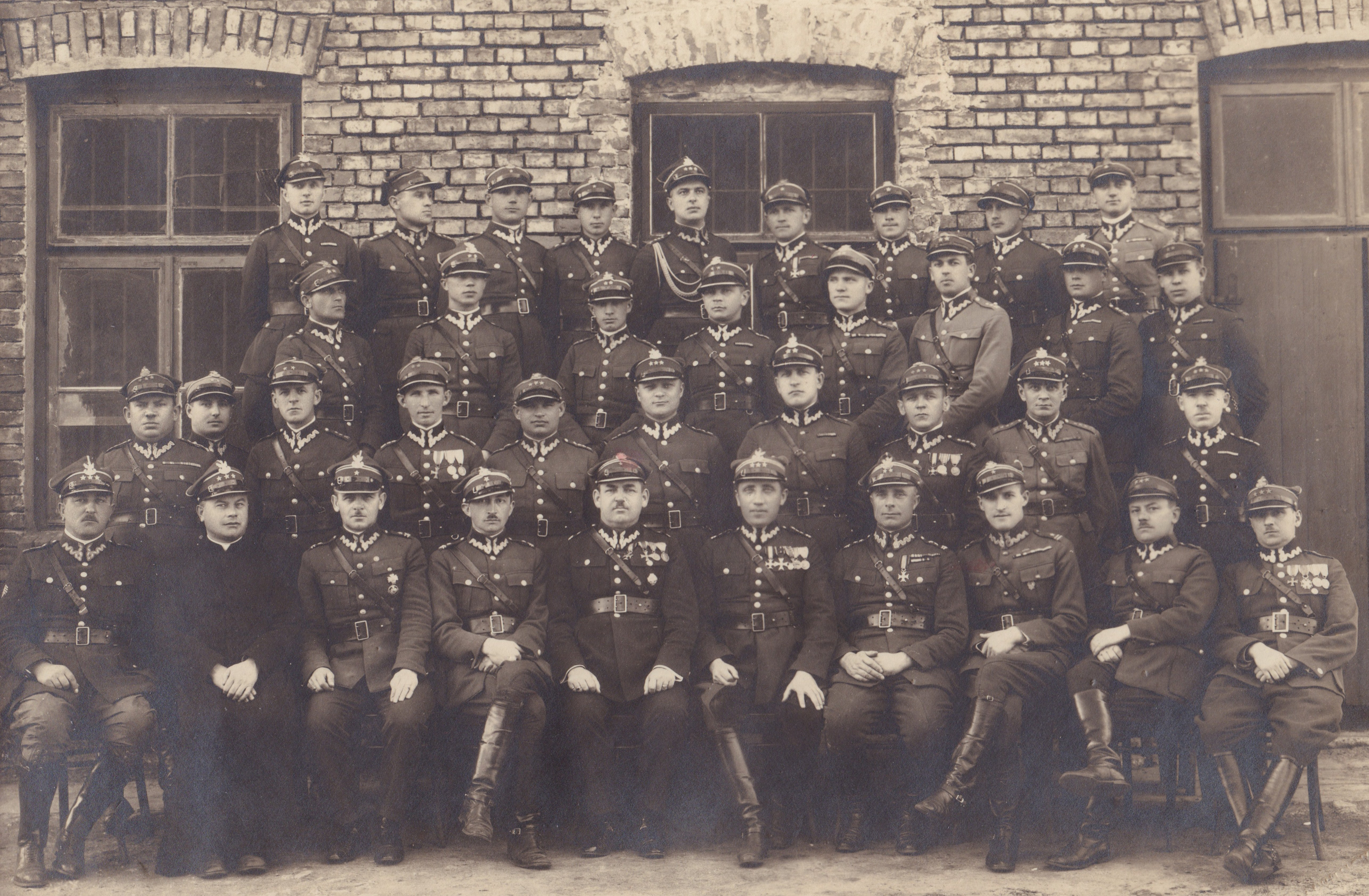
Korpus oficerski 14 pp w I kwartale 1930. W I rzędzie siedzą od lewej: kpt. Emil Zawisza, ks. kpt. Antoni Kosiba, mjr Aleksander Zabłocki, mjr Stanisław Pietrzyk, mjr Mikołaj Świderski, płk Ignacy Misiąg, ppłk Franciszek Sudoł, mjr Aleksander Fiszer, kpt. Józef Tkaczyk i kpt. Stanisław Trojan.

Stanisław Ignacy Trojan (ur. 9 lutego 1894 w Rozbórzu, zm. 9 kwietnia 1940 w Katyniu) – major piechoty Wojska Polskiego, ofiara zbrodni katyńskiej.

## Życiorys
Stanisław Ignacy Trojan był synem Kacpra (Kaspra) i Franciszki z domu Napierkowskiej. Urodził się w dniu 9 lutego 1894 roku w miejscowości Rozbórz w ówczesnym powiecie przeworskim. Od 1906 roku kształcił się w C. K. Gimnazjum w Jarosławiu. Będąc w VII klasie wystąpił ze szkoły w dniu 14 maja 1914 r. (w jego klasie naukę pobierał również Stefan Mossor). 
W dniu 15 czerwca 1915 roku został wcielony do batalionu zapasowego c. i k. 90 pułku piechoty. Z dniem 1 stycznia 1917 roku został mianowany podporucznikiem rezerwy piechoty. Jego oddziałem macierzystym był nadal c. i k. 90 pułk piechoty.

## Służba w 14 pułku piechoty
Do odrodzonego Wojska Polskiego wstąpił w dniu 1 listopada 1918 roku i rozpoczął pełnienie służby w 14 pułku piechoty, a z dniem 24 grudnia 1918 r. został dowódcą 3 plutonu w 9 kompanii tegoż pułku. Dekretem Naczelnego Wodza Wojsk Polskich, jako oficer byłej armii austro-węgierskiej, został przyjęty do Wojska Polskiego z dniem 1 listopada 1918 r., z zatwierdzeniem posiadanego stopnia podporucznika (starszeństwo z dniem 1 stycznia 1917 r.) oraz zaliczeniem do 1 Rezerwy (z powołaniem do służby czynnej na czas aż do demobilizacji). Z tym samym dniem, rozkazem Naczelnego Dowództwa Wojsk Polskich, otrzymał przydział służbowy do 14 pułku piechoty w Jarosławiu. W dniu 1 grudnia 1919 r. Stanisław Trojan mianowany został na stopień porucznika . Brał udział w wojnie polsko-ukraińskiej i polsko-bolszewickiej. W październiku 1920 r. odnotowany został na stanowisku dowódcy 3 kompanii 14 pp. Za wykazane podczas walk męstwo odznaczony został Krzyżem Walecznych. Na dzień 1 czerwca 1921 roku, pozostając nadal w randze porucznika, pełnił wciąż służbę w 14 pułku piechoty.
Dekretem Naczelnika Państwa i Wodza Naczelnego z dnia 3 maja 1922 r. (dekret L. 19400/O.V.) został zweryfikowany w stopniu kapitana, ze starszeństwem z dniem 1 czerwca 1919 roku i 1857. lokatą w korpusie oficerów piechoty. We włocławskim 14 pułku piechoty służył do marca 1931 roku zajmując w roku 1923 – 1712. lokatę wśród kapitanów korpusu piechoty. W roku 1924 była to już 1231. lokata wśród kapitanów piechoty, a w 1928 roku Stanisław Trojan zajmował 723. lokatę pośród kapitanów korpusu oficerów piechoty.  
Z dniem 1 sierpnia 1930 roku został powołany na XVI 4-miesięczny kurs unitarny w rembertowskim Doświadczalnym Centrum Wyszkolenia (późniejszym Centrum Wyszkolenia Piechoty). Na dzień 16 września 1930 r. (w trakcie odbywania szkolenia) piastował stanowisko dowódcy kompanii szkolnej i strzeleckiej 14 pp. W roku 1930 zajmował już 440. lokatę na liście starszeństwa kapitanów piechoty (była to zarówno lokata łączna jak i lokata w starszeństwie). W tym samym roku odbył również 1-miesięczny kurs dowódców kompanii w Doświadczalnym Centrum Wyszkolenia.
W sporządzonym na przełomie 1926 i 1927 roku przez Szefa Departamentu Piechoty Ministerstwa Spraw Wojskowych płk. Szt. Gen. Józefa Zamorskiego „Wykazie imiennym poruczników i kapitanów – dowódców kompanii i baonów na froncie” – zaliczono kpt. Trojanowi 13-miesięczny okres dowodzenia kompanią (czas dowodzenia oddziałami bojowymi na froncie obliczano od dnia 1 czerwca 1919 r. do dnia 1 marca 1921 r.). 

## Służba w Korpusie Ochrony Pogranicza[f]
W marcu 1931 r. został przeniesiony do Korpusu Ochrony Pogranicza, co zostało ogłoszone w Dzienniku Personalnym Ministerstwa Spraw Wojskowych z dnia 26 marca 1931 r. oraz w rozkazie dziennym 14 pułku piechoty Nr 46 z dnia 28 lutego 1931 roku. Na mocy rozkazu dziennego pułku KOP „Wilejka” Nr 4/31 został wyznaczony, z dniem 9 marca 1931 roku, na stanowisko dowódcy 1 kompanii granicznej „Olkowicze” (wchodzącej w skład batalionu KOP „Budsław”). Rozkazem Dowództwa KOP Nr 20 z dnia 8 maja 1931 roku potwierdzono jego przydzielenie do batalionu „Budsław”. Kompanią graniczną „Olkowicze” dowodził do dnia 9 czerwca 1931 roku. Na mocy zarządzenia B.P.L. 9388-I-31 wydanego przez Ministra Spraw Wojskowych – marszałka Józefa Piłsudskiego – został następnie przeniesiony, bez prawa do należności za przesiedlenie, do Powiatowej Komendy Uzupełnień w Jarocinie, w której, z dniem 10 czerwca 1931 roku, objął stanowisko kierownika II referatu poborowego. 

## Dalsza służba w Wojsku Polskim
Na stanowisku kierownika II referatu poborowego PKU Jarocin pozostawał do połowy 1935 roku. Pełniąc służbę w PKU Jarocin zajmował w roku 1932 – 320. lokatę na liście starszeństwa kapitanów piechoty. Na dzień 1 lipca 1933 r. była to już 307. lokata wśród kapitanów piechoty, a w dniu 5 czerwca 1935 roku kapitan Trojan zajmował 262. lokatę pośród wszystkich kapitanów korpusu piechoty. 
Zarządzeniem Kierownika Ministerstwa Spraw Wojskowych gen. bryg. Tadeusza Kasprzyckiego opublikowanym w dniu 31 sierpnia 1935 r., kapitan Stanisław Trojan został przeniesiony, w korpusie oficerów piechoty, z PKU Jarocin na stanowisko komendanta Powiatowej Komendy Uzupełnień w Siedlcach, przemianowanej z dniem 17 marca 1939 r. na Komendę Rejonu Uzupełnień Siedlce (podległą Dowództwu Okręgu Korpusu Nr IX). 
Na stopień majora awansowany został ze starszeństwem z dniem 19 marca 1937 roku i 10. lokatą w korpusie oficerów administracji. Na dzień 23 marca zajmował 11. lokatę wśród majorów administracji w swoim starszeństwie i nadal piastował stanowisko komendanta KRU Siedlce.
W kampanii wrześniowej wziął udział w szeregach siedleckiego 22 pułku piechoty. Po agresji ZSRR na Polskę dostał się w Kowlu, w bliżej nieznanych okolicznościach, do niewoli sowieckiej. Więziony był następnie w obozie kozielskim i 9 kwietnia 1940 r. został zamordowany w Katyniu i tam pogrzebany. 28 lipca 2000 roku nastąpiło oficjalne otwarcie w tym miejscu Polskiego Cmentarza Wojennego w Katyniu.
5 października 2007 roku minister obrony narodowej Aleksander Szczygło – decyzją nr 439/MON – mianował go pośmiertnie na stopień podpułkownika. Awans został ogłoszony 9 listopada 2007 roku w Warszawie, w trakcie uroczystości „Katyń Pamiętamy – Uczcijmy Pamięć Bohaterów”.

## Rodzina
Stanisław Trojan był żonaty z Anielą Gawłowską (ślub wzięli 17 marca 1934 r. w kościele garnizonowym w Kaliszu), z którą miał córki Halinę i Wandę oraz syna Henryka  .

## Ordery i odznaczenia
- Krzyż Walecznych[12]
- Złoty Krzyż Zasługi (10 listopada 1938)[42][31]
- Srebrny Krzyż Zasługi (10 listopada 1928)[43][25]
- Medal Pamiątkowy za Wojnę 1918–1921[44]
- Medal Dziesięciolecia Odzyskanej Niepodległości[44]
- Krzyż Kampanii Wrześniowej 1939 r. (pośmiertnie, 1 stycznia 1986)[45]
- Odznaka pamiątkowa „Orlęta”[44]
- Odznaka pamiątkowa „Za Wołyń” (Odznaka pamiątkowa „Styr-Horyń-Słucz”)[46]

## Upamiętnienie
W dniu 10 kwietnia 2010 roku przed Biblioteką Główną Akademii Podlaskiej w Siedlcach został zasadzony przez władze miasta katyński Dąb Pamięci honorujący ppłk. Stanisława Trojana .